# Södra Bug
Södra Buh (ukrainska: Південний Буг, Pivdennyj Buh, tidigare: Бог, Boh) eller Södra Bug (ryska: Южный Буг, Juzjnyj Bug) (klassisk grekiska: Hypanis), är en flod i Ukraina, som är belägen mellan floderna Dnepr och Dnestr och mynnar ut i Svarta havet. Den rinner upp i Podilska höglandet i Podolien i väster, omkring 145 kilometer från gränsen mot Polen, och rinner åt sydöst, via den odessiska stäppen, ned till Dnipro-Buh-estuariet vid Svarta havet.
Floden är 792 kilometer lång, räknat till estuariet, och den har ett avrinningsområde på 63 740 km².

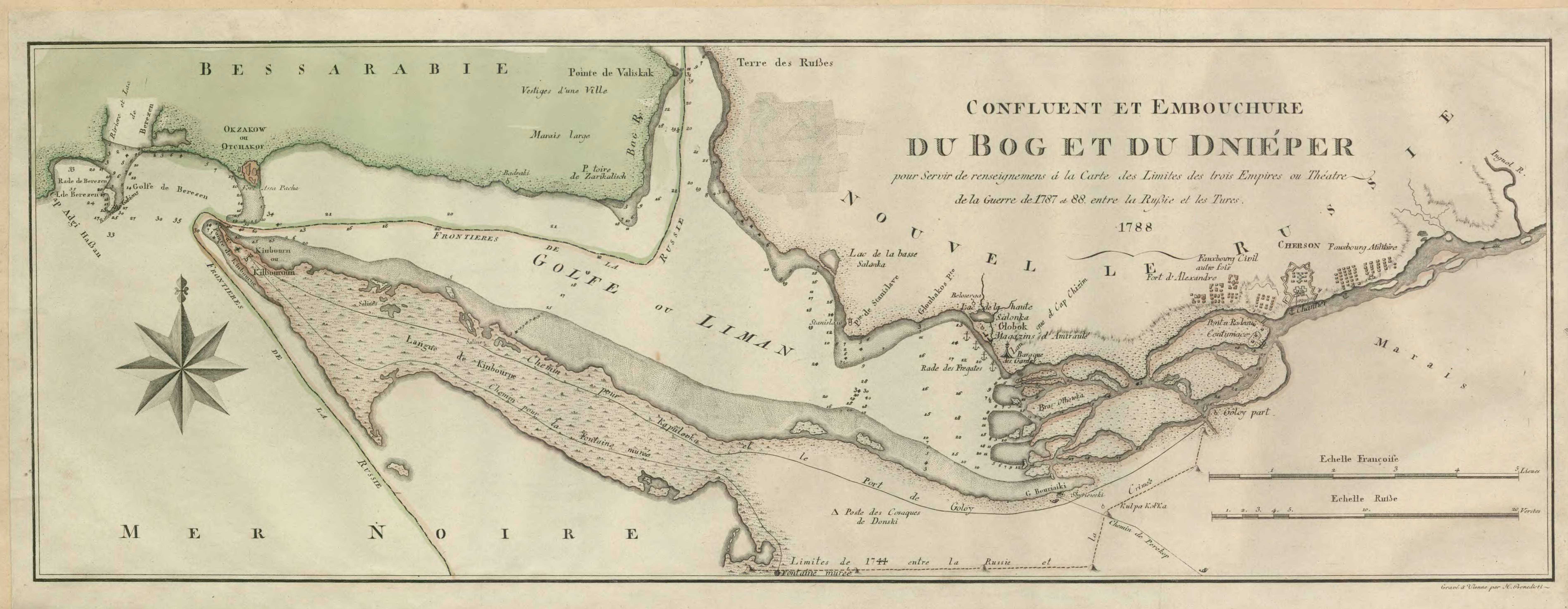
Historisk karta över estuariet. Kartan trycktes 1788.

Södra Buh är navigerbar upp till Voznesensk, en av dess viktigaste hamnar tillsammans med Mykolajiv vid utloppet i estuariet. Andra betydande städer längs floden är Chmelnytskyj, Vinnytsia och Pervomajsk. Viktigare biflöden är vänsterbifloden Inhul och högerbifloden Kodyma.

## Historia
Under 600 år, cirka 650–50 f.Kr., låg den milesiska handelsstaden Olbia just ovanför flodens mynning, på den högra stranden. De kallade floden Hypanis (klassisk grekiska: Ύπανις).